# Freemake Video Downloader
O Freemake Video Downloader é um gerenciador de downloads para o Microsoft Windows, desenvolvido pela Ellora Assets Corporation. É um software proprietário que pode baixar vídeo e áudio online. Ambos os protocolos HTTP e HTTPS são suportados. Os usuários devem comprar uma atualização premium para remover a marca do Freemacke do vídeo e desbloquear a capacidade de baixar mídia com duração de mais de 3 minutos.

## Conteúdo

### Características
A GUI fornece várias janelas modais que ajudam a acessar diferentes recursos do programa, incluindo o progresso do download, a fila de download, as opções de salvamento do arquivo de saída, o histórico de download e as configurações do programa.

### Capacidades técnicas
- Suporte para download de lote para baixar múltiplos arquivos
- Download de vídeos em Flash e HTML5 de sites como o YouTube e o Google Video[3][4]
- Pausar e retomar downloads
- Permite baixar listas de reprodução, favoritos, charts e canais do YouTube
- Conversão de arquivos baixados em formatos suportados pelo programa

### Premium Pack
Os usuários podem adquirir (comunicado como uma "doação" na caixa de diálogo do software) o Premium Pack para desbloquear funções como download em alta velocidade e desativação do logotipo do Freemake em todas as mídias baixadas.
- Download de vídeos com duração mais de 3 minutos
- Remoção da marca do Freemake de todos os vídeos baixados
- Controle de velocidade de download (limitado na versão gratuita)
- Download via conexão proxy
- Exportação automática de arquivos para o Apple iTunes

### Requerimentos técnicos
- OS: Windows 7 e superior
- Processador: 1 GHz ou superior
- RAM: 1 GB ou superior
- Espaço em disco: 30 MB
- .NET Framework 4.5

## Crítica
O Freemake Video Downloader é criticado pela instalação de barras de ferramentas e mecanismos de pesquisa na web. O Freeware oferece a instalação de software patrocinado durante a instalação, alterando o mecanismo de pesquisa padrão e a página inicial dos navegadores. Os usuários podem se recusar a instalar softwares patrocinados, mas tem sido criticado em várias páginas.